# Константин фон Льовенщайн-Вертхайм-Розенберг
Константин Йозеф Николаус Алфред Венцеслаус фон Льовенщайн-Вертхайм-Розенберг (на немски: Constantin Joseph Nikolaus Alfred Wenzeslaus Erbprinz zu Löwenstein-Wertheim-Rosenberg; * 28 септември 1802, Клайнхойбах; † 27 декември 1838, Клайнхойбах близо до Милтенберг) е наследствен принц на Льовенщайн-Вертхайм-Розенберг и публицист. Родът Льовенщайн-Вертхайм е морганатичен клон на фамилията Вителсбахи, образуван около 1460 г.

## Живот
Константин е единственият син, първото дете, на княз Карл Томас фон Льовенщайн-Вертхайм-Розенберг (1783 – 1849) и съпругата му графиня София Лудовика Вилхелмина цу Виндиш-Грец (1784 – 1848), дъщеря на граф Йозеф Николаус фон Виндиш-Грец (1744 – 1802) и втората му съпруга принцеса и херцогиня Леополдина д'Аренберг (1751 – 1812).
По време на следването му той се занимава с философия, история и държавно право и към края на 1820-те години е публицист, често анонимно.
На 31 май 1829 г. в дворец Вилдек (Ротенбург ан дер Фулда) той се жени за принцеса Агнес фон Хонлое-Лангенбург (* 5 декември 1804, дворец Лангенбург; † 9 септември 1835, Хайд, Бохемия), дъщеря на княз Карл Лудвиг фон Хоенлое-Лангенбург (1762 – 1825) и графиня Амалия Хенриета Шарлота фон Золмс-Барут (1768 – 1847).
Понеже баща му Карл Томас повечето време пътува, Константин поема de facto още през началото на 1830-те години цялото управление и резидира в дворец Клайнхойбах. Той се грижи лично за всичко и за политическите въпроси с правителствата на Бавария, Баден, Хесен и Вюртемберг. През 1834 г. той е член на Първата камера на съсловията на Велико херцогство Хесен.

През 1836 г. Константин прави лечебна баня във Везериц в Бохемия, наречен през 1900 г. в негова чест Константинсбад. Той обича да ловува и пътува.
Умира на 27 декември 1838 г. в Клайнхойбах на 36 години преди баща си.

## Деца
Константин и Агнес имат децата:
- Адекхайд (* 3 април 1831; † 16 декември 1909), омъжена на 24 септември 1851 г. в Клайн Хойбах за Мигел I Португалски (* 26 октомври 1802; † 14 ноември 1866), херцог на Браганца, крал на Португалия (1828 – 1834)
- дъщеря (*/† 1 май 1832)
- Карл Хайнрих (* 21 май 1834, Хайд, Бохемия; † 8 ноември 1921, Кьолн), 6. княз на Льовенщайн-Вертхайм-Розенберг, женен I. на 18 октомври 1859 г. в Офенбах за принцеса Аделхайд фон Изенбург-Бюдинген-Бирщайн (* 10 февруари 1841, Офенбах; † 2 март 1861, Клайнхойбах ам Майн), II. на 4 май 1863 г. във Виена за принцеса София фон и цу Лихтенщайн (* 11 юли 1837, Виена; † 25 септември 1899, Фишхорн)
- дъщеря (*/† 29 август 1835)

- Съпругата му Агнес фон Хоенлое-Лангенбург
- Гробът на съпругата му Агнес

## Произведения
- Anonym: Widerlegung einiger in neuerer Zeit verbreiteten falschen Nachrichten in Bezug auf den Ursprung des hochfürstlichen Hauses zu Löwenstein-Wertheim-Rosenberg und dessen Successions-Recht in Bayern, Wertheim 1830
- Anonym: Einiges über den Mißbrauch der gesetzgebenden Gewalt. Bei Gelegenheit gewisser Ergebnisse der jüngsten Ständeversammlung im Großherzogthume Baden, Frankfurt am Main 1832
- Anonym: Betrachtung über die die Unzulänglichkeit des 14ten Artikels der Deutschen Bundesakte zur Befriedigung der mediatisierten Reichsstände, Heidelberg 1833
- Anonym: Unter welchen Bedingungen ist das Gedeihen der landständischen Verfassungen im Deutschen Bunde zu erwarten?, Heidelberg 1833
- Anonym: Beiträge zur Philosophie des Rechts, Heidelberg 1836
- Posthum: Versuch einer schematischen Beleuchtung der ersten Elemente einer christlichen Philosophie, Frankfurt am Main 1840
- Italienische Übersetzung des vorhergehenden Werks: Primi elementi d'un sistema di filsoofia cristiana, G. Miglio, Novara 1847, с едно посвещение на Антонио Розмини Сербати